# حمراوية خصيبة متخمرة
حمراوية خصيبة متخمرة (الاسم العلمي: Rhodoferax fermentans) هي نوع من البكتيريا، سلبية الغرام، تتبع جنس الحمراوات خصيبة.